# Calderara di Reno
Calderara di Reno é uma comuna italiana da região da Emília-Romanha, província de Bolonha, com cerca de 11.632 habitantes. Estende-se por uma área de 41 km², tendo uma densidade populacional de 284 hab/km². Faz fronteira com Anzola dell'Emilia, Bologna, Castel Maggiore, Sala Bolognese.

## Demografia
| Variação demográfica do município entre 1861 e 2011                               |
|                                                                                   |
| Fonte: Istituto Nazionale di Statistica (ISTAT) - Elaboração gráfica da Wikipedia |